# 梅济东瓦莱多日
梅济东瓦莱多日（法語：Mézidon Vallée d'Auge，法語發音：[mezidɔ̃ vale doʒ]）是法国卡尔瓦多斯省的一个市镇，属于利雪区。该市镇于2017年由原市镇梅济东-卡农、莱索蒂约帕皮永、库普萨尔特、欧日地区克雷沃克尔、克鲁瓦桑维尔、格朗尚堡、莱科德、马尼拉康帕涅、马尼勒弗勒勒、勒梅尼勒莫热、蒙泰耶、欧日地区佩尔西、圣于连勒福孔和维约菲梅合并而成，行政中心位于梅济东-卡农。

## 地名
该地名“梅济东瓦莱多日”（Mézidon Vallée d'Auge）由两部分组成：“梅济东”（Mézidon），取自该市镇的前身及主体梅济东-卡农（Mézidon-Canon）；“瓦莱多日”（Vallée d'Auge），法语意为“欧日谷地”。

## 地理
梅济东瓦莱多日（49°4'25"N, 0°4'12"W）面积103.18 平方千米，位于法国诺曼底大区卡爾瓦多斯省，该省份为法国西北部沿海省份，北濒大西洋英吉利海峡，东北与滨海塞纳省以海上边界相接，东临厄尔省，南至奧恩省，西与芒什省接壤。
与梅济东瓦莱多日接壤的市镇（或旧市镇、城区）包括：欧日地区梅里比西耶尔、欧日地区贝勒维、康布勒梅尔、利韦圣母村、拉乌布洛尼耶尔、莱蒙索、勒梅尼勒西蒙、莱萨尔和勒谢讷、利瓦罗派多日、欧日地区卡斯蒂永、欧日地区圣皮埃尔、旺德夫尔、孔代叙里夫、瓦朗布赖、韦济、塞尼欧维涅、克莱维尔、埃斯特雷圣母村-科尔邦。
梅济东瓦莱多日的时区为UTC+01:00、UTC+02:00（夏令时）。

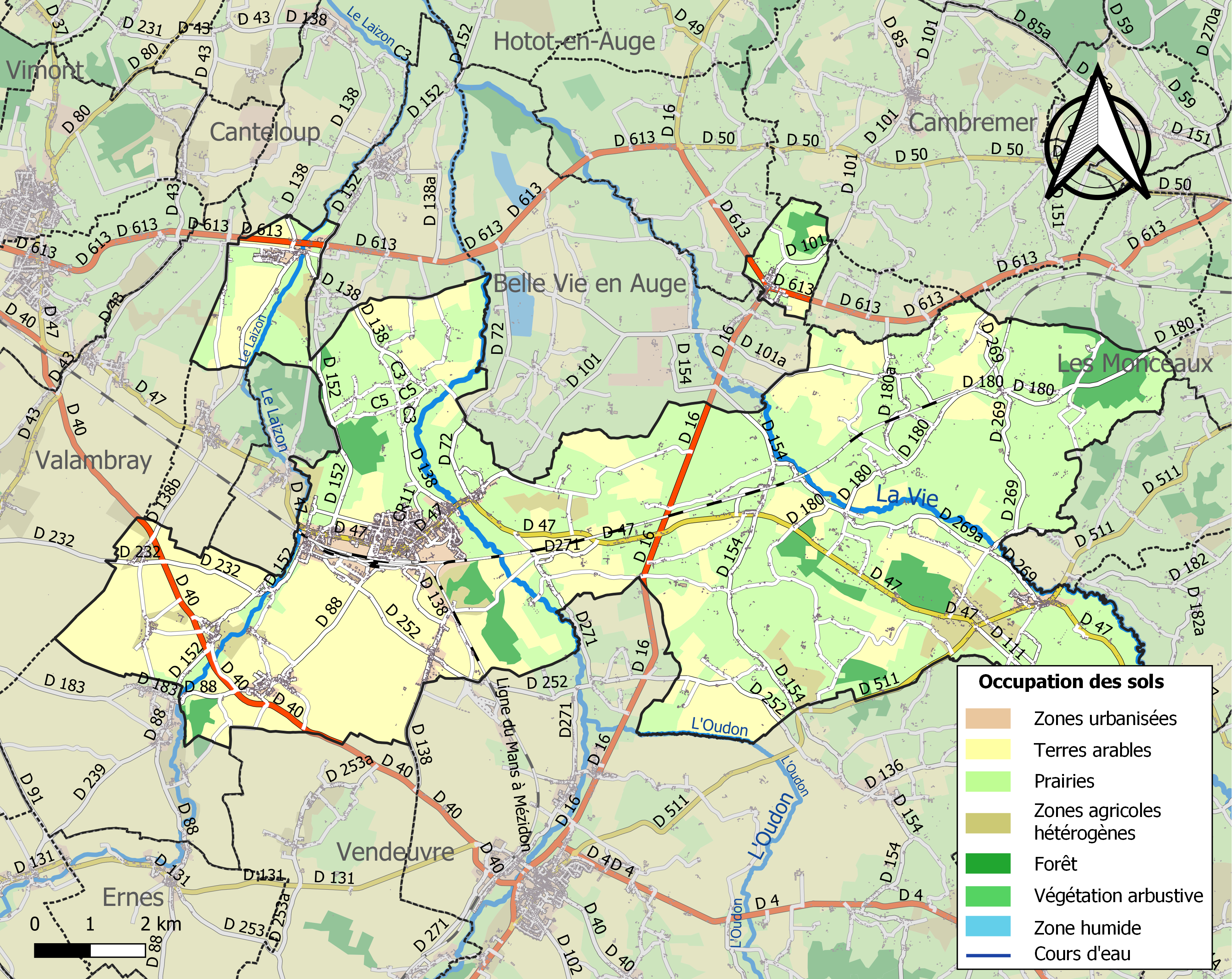
梅济东瓦莱多日的OSM定位图

## 行政
梅济东瓦莱多日的邮政编码为14270，INSEE市镇编码为14431。

## 政治
梅济东瓦莱多日所属的省级选区为梅济东瓦莱多日县，同时也是该县的中央投票站所在地。

## 人口
梅济东瓦莱多日于2022年1月1日时的人口数量为9678人。